# TV6 (Algérie)
Ne doit pas être confondu avec TV7 (Algérie).
TV6 (en arabe : الجزائرية السادسة) est une chaîne de télévision publique, dédiée à la famille puis à la jeunesse créée le 26 mars 2020 pour initialement reprendre les programmes généraliste de la chaîne A3.
Originellement généraliste, la chaîne change de ligne éditoriale en 2021 et commence à diffuser un contenu orienté vers la jeunesse.
TV6 appartient à l'Établissement public de télévision (EPTV), organe de production de télévision public en Algérie.

## Histoire
TV6 est créée le 26 mars 2020 pour reprendre les programmes familiaux d'A3,. Pendant la crise de la pandémie de Covid-19 en Algérie qui a entraîné la fermeture des établissements scolaires, la chaîne diffusa des programmes de télé-enseignement pour les élèves, avant la création de TV7.
Le 31 juillet 2021, l'Établissement public de télévision (EPTV) a décidé de transformer sa sixième chaîne généraliste en une chaîne pour la jeunesse avec des programmes destiné aux 15-35 ans et en qualité de transmission DVB-S2 haute définition (HD).

## Identités visuelles

Logo de TV6 du 26 mars 2020 jusqu'au 31 juillet 2021.
Logo de TV6 depuis le 31 juillet 2021.

## Actionnaires
TV6 a été créée en 2020 sous la direction de l'Établissement public de télévision.